# Lenangguar (plaats)
Lenangguar is een bestuurslaag in het regentschap Sumbawa van de provincie West-Nusa Tenggara, Indonesië. Lenangguar telt 2750 inwoners (volkstelling 2010).